# Chalus (stad i Iran)
Chalus (persiska: چالوس) är en stad vid Kaspiska havet i provinsen Mazandaran i Iran. Folkmängden uppgår till cirka 65 000 invånare. Staden är så gott som sammanväxt med den jämnstora staden Nowshahr, som är belägen några kilometer österut. Chalus är administrativt centrum för delprovinsen Chalus.